# Arcos (Anadia)
Arcos ist ein Ort und eine ehemalige Gemeinde (Freguesia) im portugiesischen Kreis Anadia. Die Gemeinde hatte 5513 Einwohner (Stand 30. Juni 2011). Sie stellt das eigentliche Stadtgebiet Anadias dar.
Ortschaften der Gemeinde Arcos sind:
- Anadia (Stadt)
- Arcos
- Famalicão
- Malaposta
- Alféloas
- Canha
- Três Arcos
- Póvoa do Pereiro
- Vendas da Pedreira

Im Zuge der kommunalen Neuordnung in Portugal wurde Arcos mit der Gemeinde Mogofores zur União das Freguesias de Arcos e Mogofores zusammengefasst. Sitz der neuen Gemeinde ist Arcos.